# Gortakeegan
Gortakeegan – stadion piłkarski w Monaghan, w Irlandii. Obiekt może pomieścić 5600 widzów. Został otwarty w 1987 roku. Swoje spotkania rozgrywa na nim drużyna Monaghan United F.C.